# فلین
فلین (به فرانسوی: Flin) یک کامین در فرانسه است که در Canton of Baccarat واقع شده‌است.

## خصوصیات
فلین ۱۱٫۶۴ کیلومترمربع مساحت و ۳۷۴ نفر جمعیت دارد و ۲۵۲ متر بالاتر از سطح دریا واقع شده‌است.